# Relaciones Turquía-Uruguay
Las relaciones Turquía-Uruguay son las relaciones diplomáticas entre Turquía y Uruguay. Turquía tiene una embajada en Montevideo. Uruguay tiene una embajada en Ankara y un consulado general en Estambul.

## Relaciones económicas

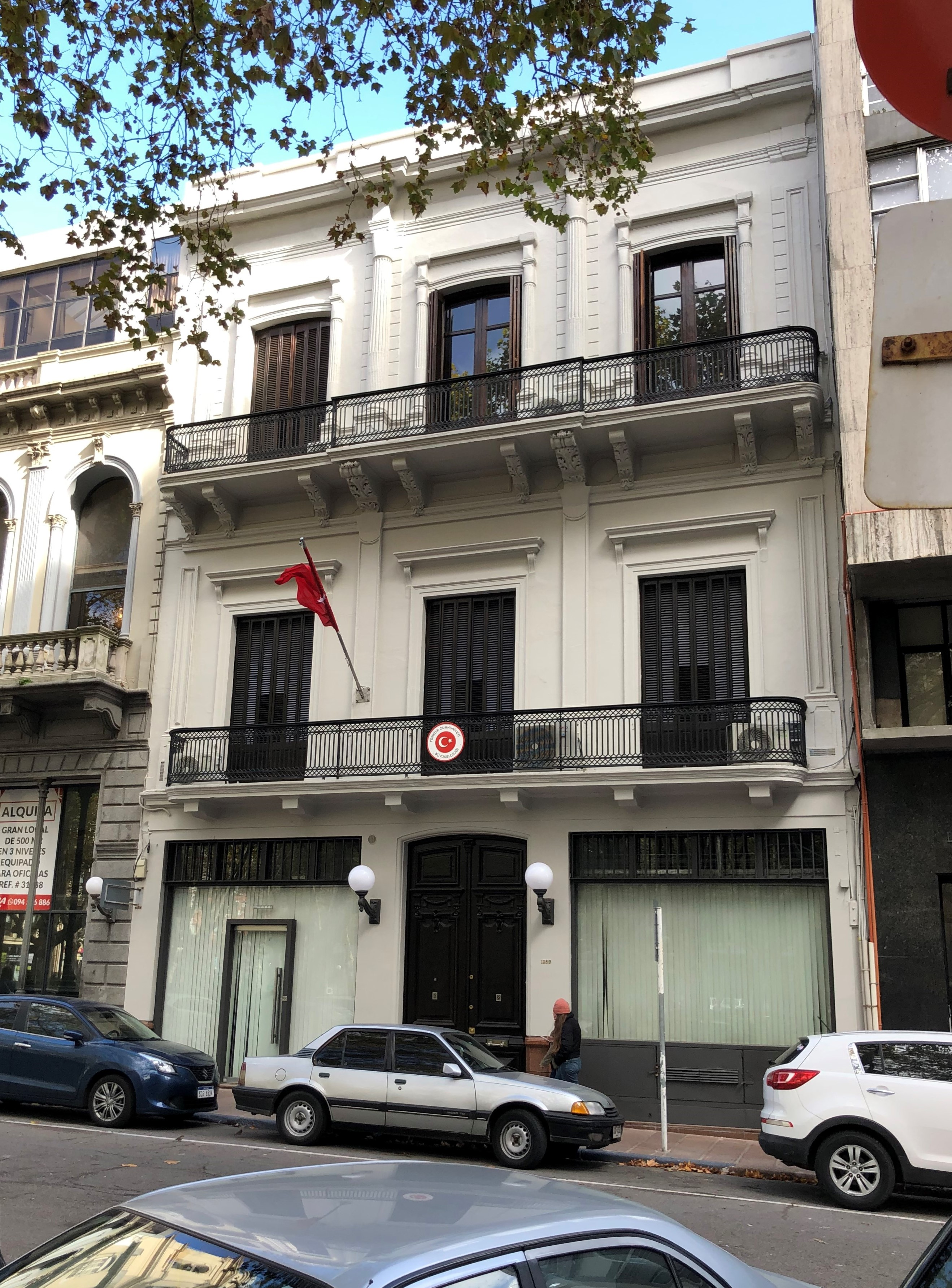
Embajada de Turquía en Montevideo

El volumen comercial entre los dos países fue de 341,4 millones de dólares estadounidenses en 2019 (exportaciones/importaciones turcas: 42,8/298,6 millones de dólares estadounidenses).